# Колесников Олександр Якович
Олександр Якович Колесников (нар. 1 серпня 1930, село Новоолександрівка, тепер смт. Сорокинського району, Луганської області — 23 січня 2008, місто Луганськ) — радянський державний діяч, новатор виробництва, гірник очисного вибою шахт «Суходольська № 1» та «Молодогвардійська» комбінату «Краснодонвугілля» Луганської області. Кандидат у члени ЦК КПРС у 1971—1981 роках. Член ЦК КПРС у 1981—1990 роках. Герой Соціалістичної Праці (30.03.1971).

## Життєпис
Трудову діяльність розпочав у 1947 році бутчиком шахти № 4/3-біс тресту «Краснодонвугілля» в місті Краснодоні Ворошиловградської області. Потім працював помічником машиніста, машиністом врубової машини шахти № 4/3-біс. У 1949 році перейшов на шахту № 2 «Північна» і почав працювати в бригаді Миколи Мамая. У 1953—1961 роках — машиніст вугільного комбайна, гірничий майстер шахти № 2 «Північна».
З 1961 року — гірник очисного вибою, з 1970 року — бригадир робітників очисного вибою (видобувних бригад) шахти «Суходольська № 1» комбінату «Краснодонвугілля» Луганської області.
Член КПРС з 1966 року.
У 1967 році закінчив Краснодонський вечірній гірничий технікум Луганської області.
Указом Президії Верховної Ради СРСР від 30 березня 1971 року за видатні успіхи у виконанні завдань п'ятирічного плану із розвитку вугільної і сланцевої промисловості та досягнення високих техніко-економічних показників Колесникову Олександру Яковичу присвоєно звання Героя Соціалістичної Праці з врученням ордена Леніна і золотої медалі «Серп і Молот».
У травні 1973 року Олександр Колесников разом із 17 товаришами перейшов з шахти «Суходольська» на щойно відкриту шахту «Молодогвардійська» виробничого об'єднання «Краснодонвугілля», де очолював комплексну бригаду гірничих робітників очисного вибою.
19 вересня 1975 року його бригада завершила п'ятирічний план і видала на-гора 196 тисяч тонн позапланового вугілля. У жовтні 1975 року бригада пішла на штурм рекорду. За зміну було видобуто 1800 тонн коксівного вугілля.
У 1976 році бригада Колесникова виступила ініціатором руху «Жодного відстаючого поруч!». Ланка кращих робітників перейшла на шахту «Оріхівська». 21 листопада 1976 року бригада Колесникова добула тисячі 1091 тисячу тонн вугілля. Бригадирові була присвоєна Державна премія Української РСР із занесенням в республіканську Книгу Пошани.
У 1978 році закінчив Комунарський гірничо-металургійний інститут Ворошиловградської області.
З кінця 1980-х років — на пенсії в місті Краснодоні (Сорокиному) Луганської області.
Помер 23 січня 2008 року.

## Нагороди і звання
- Герой Соціалістичної Праці (30.03.1971)
- орден Леніна (30.03.1971)
- орден Жовтневої Революції (2.03.1981)
- орден Трудового Червоного Прапора (19.02.1974)
- медалі
- знак «Шахтарська слава» трьох ступенів
- Державна премія Української РСР
- Заслужений шахтар України